# 栲栳山遗址
栲栳山遗址，位于中国河北省承德市唐三营镇哈上村，为承德市隆化县的一个省级文物保护单位，类型为古遗址，公布时间为2001年2月7日。
栲栳山遗址的历史年代为商。